# Elathous impressifrons
Elathous impressifrons là một loài bọ cánh cứng trong họ Elateridae. Loài này được Hampe miêu tả khoa học năm 1866.